# Nanjoka
Nanjoka ist ein Verwaltungsbezirk (Ward) des Distrikts Tunduru in der tansanischen Region Ruvuma.

## Geografie
Nanjoka liegt im Süden von Tansania. Es ist der südliche Bezirk der Distrikthauptstadt Tunduru etwa 270 Straßenkilometer östlich der Regionshauptstadt Songea.
Der Bezirk grenzt im Norden an Majengo, im Osten an Mchangani, im Süden und im Westen an Mlingoti Magharibi und im Nordwesten in einem Punkt an Kidodoma. Bei der Volkszählung 2022 lebten 14.851 Menschen in 4134 Haushalten auf einer Fläche von 19,8 Quadratkilometern.

## Gliederung
Der Bezirk besteht aus drei Gemeinden (Mtaa) mit 24 Orten (Kitongoji):
| Nanjoka - Nanjoka - Temeke - Umoja - Frankweston - Mandingo - Chiwambo - Magengeni - Maolela | Uwanja Wa Ndege - Uwanja wa Ndege - Mlenao - Chimbuko - Kalifonia - Mgomba - Nanjoka - Mzalendo - Umoja - Mseto - Mgwali | NHC - NHC - Klasta - Madina - Mbezi - Upendo - Mlingoti |

## Wirtschaft und Infrastruktur
- Bildung: Im Bezirk gibt es zwei weiterführende Schulen.[8] Die Frankweston Secondary School und die Mgomba Secondary School sind beide staatliche koedukative Schulen mit einer Ausbildung bis zur 4. Stufe.[9][10]
- Gesundheit: In Nanjoka liegt eine private Apotheke.[11]